# 楊麗音
楊麗音（1963年1月10日—），台灣電影、電視與舞台劇女演員，在王偉忠挖角下成為華視綜藝節目連環泡的短劇班底；曾經走紅於1980年代的台灣綜藝節目界，但因家庭考量曾一度淡出演藝圈，並在多年之後重返表演領域，參與屏風表演班的舞台劇與一些電視劇演出。

## 生平
楊麗音於1981年時畢業於國光藝校戲劇科，擁有專業的表演訓練背景，畢業後參與了當時台灣最重要現代戲劇表演團體之一的蘭陵劇坊之演出，並逐漸走紅。之後其被電視媒體網羅成為綜藝節目界的一員，與方芳、澎恰恰、郭子乾、許效舜等人同樣，都是當時最知名的綜藝節目演員。1991年曾與邰智源、許效舜合組三口組，出過兩張唱片。
楊麗音曾以《大愛劇場 - 草山春暉》一劇，在2006年時獲得第41屆金鐘獎「戲劇節目最佳女主角獎」。
2021年以《手事業》榮獲第43屆金穗獎最佳演員獎。
2023年以《一家子兒咕咕叫》榮獲第25屆台北電影獎最佳女配角獎。

## 個人生活
楊麗音的丈夫陳懷恩是知名的電影導演，兩人是在拍攝1983年上映的電影《兒子的大玩偶》時合作認識。

## 電影

#### 上映電影
| 上映   | 片名                                           | 角色                         |
| 1983年 | 《兒子的大玩偶》（The Sandwich Man）           | 阿珠                         |
| 1983年 | 《風櫃來的人》（The Boys from Fengkuei）       |                              |
| 1984年 | 《的假期》（A Summer at Grandpas）             | 瘋女人                       |
| 1984年 | 《殺夫》（The Woman of Wrath）                 |                              |
| 1985年 | 《最想念的季節》（My Favorite Season）         |                              |
| 1985年 | 《童年往事》（A Time to Live， A Time to Die） |                              |
| 1985年 | 《青梅竹馬》（Taipei Story）                   | 阿欽的妻子                   |
| 1985年 | 《在室女》（Chaste Virgin）                    |                              |
| 1986年 | 《戀戀風塵》（Dust in The Wind）               | 阿英                         |
| 1987年 | 《白色酢漿草》（Edelweiss）                    | 女教官                       |
| 1993年 | 《戲夢人生》（The Puppetmaster）               | 林來發                       |
| 2006年 | 《練習曲》（Island Etude）                     |                              |
| 2008年 | 《停車》（Parking）                            | 蛋糕店老闆                   |
| 2012年 | 《點·亮·愛》                                   |                              |
| 2013年 | 《華麗緣》（Including Her Out）                | 翠家媽                       |
| 2013年 | 《總舖師》（Zone Pro Site）                    | 江碧蓮（美食評審：滅絕師太） |
| 2014年 | 《極光之愛》（Endless Nights In Aurora）       | 楊媽媽                       |
| 2017年 | 《帶我去月球》（Take Me to The Moon）          | 正翔媽                       |
| 2018年 | 《最後一次溫柔》（Bite）                       | 貴春                         |
| 2018年 | 《誰先愛上他的》（Dear Ex）                    | 三蓮的姐姐                   |
| 2020年 | 《腿》（A Leg）                                | 病理科楊主任                 |
| 2021年 | 《瀑布》（The Falls）                          | 彩姨                         |
| 2022年 | 《一家子兒咕咕叫》（Coo-Coo 043）              | 阿敏                         |
| 2023年 | 《老狐狸》（Old Fox）                          |                              |
| 2024年 | 《莎莉》（Salli）                              | 姑姑                         |

#### 短篇電影
| 年份   | 片名                         | 角色       |
| 2003年 | 公視人生劇展- 箱子           | 友人       |
| 2017年 | 公視人生劇展- 一瞬之光       | 陽仲光之母 |
| 2017年 | 公視學生劇展- 我的陌生爸爸   | 心梅       |
| 2019年 | 離巢                         | 曉安之母   |
| 2020年 | 幸福選擇題五部曲《孤鳥還鄉》 | 秀雲       |
| 2020年 | 手事業                       | 阿音       |
| 2021年 | 美樂蒂                       | 林美蘭     |
| 2022年 | 塑膠情人                     | 麗娥       |
| 2023年 | 失智的第一堂課               | 失智症患者 |
| 2024年 | 貓與雞                       |            |

## 舞台劇
| 年份        | 劇名                                         |
| 1980年      | 《貓的天堂》                                 |
| 1982年      | 《那大師傳奇》                               |
| 1983年      | 《演員實驗教室》                             |
| 1983年      | 《冷板凳》                                   |
| 1984年      | 《摘星》                                     |
| 1985年      | 《謝微笑》                                   |
| 1988年      | 《西出陽關》                                 |
| 1988年      | 《有「我」的戲》                             |
| 1988年      | 《三人行不行Ⅱ-城市之慌》                     |
| 1989年      | 《變種玫瑰》                                 |
| 1990年      | 《三人行不行Ⅰ、II》（新版）                  |
| 1993年      | 《三人行不行Ⅲ-OH！三岔口》                   |
| 1994年      | 《紅色的天空》                               |
| 1996年      | 《黑夜白賊》                                 |
| 1996年      | 《京戲啟示錄》                               |
| 1997年      | 《三人行不行Ⅲ-OH！三岔口》（美國紐約演出）   |
| 1998年      | 《徵婚啟事》（華麗版）                       |
| 1998年      | 《黑夜白賊》                                 |
| 2000年      | 《半里長城》（浪笑）                         |
| 2000年      | 《莎姆雷特》（狂笑版）                       |
| 2001年      | 《救國株式會社》（NYC版）                    |
| 2001年      | 《三人行不行VI－不思議的國》                 |
| 2002年      | 《徵婚啟事》（幸福版）                       |
| 2002年      | 《北極之光》                                 |
| 2003年      | 《女兒紅》                                   |
| 2004年      | 《三人行不行Ⅲ-OH！三岔口》（新創版）         |
| 2005年      | 《好色奇男子》                               |
| 2006年      | 《女兒紅》（撼動版）                         |
| 2007年      | 《京戲啟示錄》（典藏版）                     |
| 2009年      | 《新荷珠新配》（蘭陵三十）                   |
| 2012年      | 《台北爸爸，紐約媽媽》                       |
| 2013年      | 《西出陽關》                                 |
| 2015年      | 《人間條件三-台北上午零時》                  |
|             | 《當岳母刺字時...媳婦是不贊成的!》(飾演媳婦) |
| 2015~2016年 | 全民大劇團《同學會》                         |
| 2018年      | 故事工廠《偽婚男女》                         |
| 2019年      | 故事工廠《七十三變》                         |
| 2023年      | 故事工廠《天后》                             |

## 歌仔戲
| 年份   | 頻道 | 戲名                        | 角色     |
| 1983年 | 華視 | 葉青歌仔戲《岳飛》          | 岳銀瓶   |
| 1983年 | 華視 | 葉青歌仔戲《紅鬃烈馬》      | 魏妃     |
| 1984年 | 華視 | 葉青歌仔戲《蛇郎君》        | 菊花仙子 |
| 1984年 | 華視 | 葉青歌仔戲《孟麗君》        | 榮蘭     |
| 1985年 | 華視 | 葉青歌仔戲《 周公與桃花女》 | 蕭金娘   |
| 1985年 | 華視 | 葉青歌仔戲《彩雲天涯》      | 秀文     |
| 1986年 | 華視 | 葉青歌仔戲《趙匡胤》        | 小青     |

## 電視劇
| 首播   | 頻道                   | 劇名                  | 角色         |
| 1984年 | 台視                   | 書劍江山              | 香香公主     |
| 1992年 | 華視                   | 緣                    | 張桂花       |
| 1994年 | 台視                   | 大紅包兒高高掛        | 大嫂         |
| 2002年 | 大愛電視台             | 聞風而來              | 曾清琴       |
| 2003年 | 華視                   | 狂愛龍捲風            | 丁天麗       |
| 2003年 | 大愛電視台             | 金海清空              | 金嬸嬸       |
| 2003年 | 大愛電視台             | 四重奏                | 陳母         |
| 2004年 | 大愛電視台             | 草山春暉              | 高張秀       |
| 2004年 | 公視                   | 孽子                  | 小玉母       |
| 2004年 | 民視                   | 浪淘沙                | 姑姑         |
| 2006年 | 大愛電視台             | 擺渡(下)              | 宋美智       |
| 2006年 | 大愛電視台             | 無盡的愛              |              |
| 2006年 | 民視                   | 愛                    | 林詩亭(仙草) |
| 2009年 | 中視                   | 閃亮的日子            | 秀惠         |
| 2009年 | 民視                   | 终极三國              | 黄梅天       |
| 2009年 | 大愛電視台             | 幸福的起點            | 賴母         |
| 2010年 | 大愛電視台             | 那一年鳳凰花開時      | 林粉         |
| 2010年 | 民視                   | 新兵日記              | 楊秀如       |
| 2010年 | 華視                   | 帶子英雄              | 王陳碧蘭     |
| 2010年 | 台視、三立都會台       | 倪亞達                | 管太朵       |
| 2011年 | 華視                   | 拜金女王              | 雷瑩花       |
| 2011年 | 台視、三立都會台       | 小資女孩向前衝        | 張淑芳       |
| 2011年 | 中視                   | 料理情人夢            | 何方秀燕     |
| 2011年 | 三立都會台、東森綜合台 | 真愛找麻煩            | 宋林好韻     |
| 2011年 | 大愛電視台             | 歲月的籤詩            | 甄梅         |
| 2012年 | 台視、三立都會台       | 螺絲小姐要出嫁        | 曾美女       |
| 2012年 | 大愛電視台             | 陪你看天星            | 吳買         |
| 2012年 | 三立都會台、東森綜合台 | 愛情女僕              | 向吳春雨     |
| 2012年 | 台視                   | 罪美麗                | 師傅         |
| 2012年 | 湖南卫视               | 姐姐立正向前走        | 汪媽         |
| 2013年 | 台視、三立都會台       | 金大花的華麗冒險      | 夏春嬌       |
| 2013年 | 三立都會台、東森綜合台 | 就是要你愛上我        | 廖添鳳       |
| 2013年 | 大愛電視台             | 心開運轉              | 楊母         |
| 2013年 | 衛視中文台             | 幸福街第3號出口       | 趙美月       |
| 2013年 | 公視                   | 愛情來了，請打卡      | 周月靜       |
| 2014年 | 三立台灣台             | 熱海戀歌              | 千代         |
| 2014年 | 三立都會台、東森綜合台 | 媽咪的男朋友          | 王億琴       |
| 2014年 | 中視、中天電視台       | 謊言遊戲              | 主任         |
| 2014年 | 三立都會台、東森綜合台 | 再說一次我願意        | 李桂雲       |
| 2014年 | 台視、八大綜合台       | 妹妹                  | 陳素妃       |
| 2014年 | 大愛電視台             | 河畔卿卿              | 李蔣領       |
| 2015年 | 客家電視台             | 出境事務所            | 王媽         |
| 2015年 | 三立都會台             | 戀愛鄰距離            | 許花花       |
| 2016年 | 三立都會台、東森綜合台 | 大人情歌              | 何嚴雲英     |
| 2016年 | 三立台灣台             | 紫色大稻埕            | 莊如月       |
| 2016年 | 台視、東森綜合台       | 必勝練習生            | 李母         |
| 2016年 | 三立都會台、東森綜合台 | 飛魚高校生            | 花枝姨       |
| 2016年 | 大愛電視台             | 阿寬                  | 阿寬         |
| 2017年 | 三立都會台、東森綜合台 | 只為你停留            | 歐佩潔       |
| 2018年 | 大愛電視台             | 智子之心              | 蔡怨         |
| 2018年 | 公視、民視             | 雙城故事              | JO母         |
| 2019年 | 大愛電視台             | 掌中人生              | 潘母         |
| 2019年 | 三立都會台             | 必勝大丈夫            | 白慧心       |
| 2019年 | 華視                   | 俗女養成記            | 陳李月英     |
| 2019年 | 大愛電視台             | 與愛同行              | 康惠香       |
| 2020年 | 東森戲劇台             | 姊妹們追吧            | 打掃阿姨     |
| 2020年 | 中天綜合台             | 腦波小姐              | 魏碧芝       |
| 2020年 | 三立都會台             | 未來媽媽              | 蔡碧雲       |
| 2021年 | 三立都會台             | 三隻小豬的逆襲        | 孫美蘭       |
| 2021年 | 華視                   | 俗女養成記2           | 陳李月英     |
| 2022年 | 三立台灣台             | 一家團圓              | 郭月雲       |
| 2022年 | 公視                   | 村裡來了個暴走女外科  | 阿梅婆       |
| 2022年 | Netflix                | 媽，別鬧了！          | 房東         |
| 2022年 | 公視、MyVideo、台視    | 茁劇場－綠島金魂      | 阿蓮         |
| 2022年 | 愛奇藝、東森戲劇台     | 第9節課               | 楊麗淑       |
| 2023年 | 大愛電視台             | 早點回家              | 李王玉梅     |
| 2024年 | 華視、LINE TV          | 華麗計程車行          | 丁靜惠(董娘) |
| 2024年 | 客家電視台             | 女孩上場2             | 林彤母       |
| 2024年 | 華視、公視台語台       | 我的意外室友          | 林麗春       |
| 2024年 | ViuTV                  | 島嶼協奏曲            | 蘇大媽       |
| 2024年 | Netflix                | 正港分局              | 補習班主任   |
| 2024年 | 客家電視台             | 阿婆非死不可          |              |
| 2025年 | 公視台語台             | 夾縫人生              |              |
| 2025年 | GagaOOLala、Netflix    | 第一次遇見花香的那刻2 | 亭亭媽媽     |
| 2025年 | Netflix                | 忘了我記得            | 阿琴         |
| 2025年 | 大愛電視台             | 日日好食光            |              |

## 音樂錄影帶
- 2010年 萬芳《我們不要傷心了》
- 2017年 朱俐靜《反對眼淚》
- 2020年 白安《回家的路》
- 2020年 萬芳《給妳們》
- 2025年 李唯楓《幸福翹翹板》

## 音樂作品

### 音樂專輯
| 年份      | 專輯名稱       | 唱片公司         | 曲目 |
| --------- | -------------- | ---------------- | --- |
| 1991年2月 | 《逍遙甲自在》 | 滾石唱片，三口組 | 曲目 1. 朋友歌 2. 小姐等一下 3. 逍遙甲自在 4. 愛我V.S愛他 5. 各走各的路 6. 開車大吉 7. 行喔,來去喔 8. 愛情十字路口 9. 電話公司有問題 10. 戀曲21 11. 朋友歌 |
| 1991年9月 | 《新生活運動》 | 滾石唱片，三口組 | 曲目 1. 新生活运动 2. 午后狂想曲 3. 满天星 4. 关于她的二三事 5. 这样的人生 6. 小叮当 7. 历史上的泡泡 8. 上帝也抓狂 9. 后会有期 10. 新生活运动              |

## 獎項紀錄
| 年份   | 頒獎典禮                | 獎項                       | 影片           | 角色     | 結果 |
| ------ | ----------------------- | -------------------------- | -------------- | -------- | ---- |
| 2003年 | 第38屆金鐘獎            | 戲劇節目女配角獎           | 聞風而來       | 曾清琴   | 提名 |
| 2005年 | 第40屆金鐘獎            | 戲劇節目女主角獎           | 金海清空       | 蕭秋娟   | 提名 |
| 2006年 | 第41屆金鐘獎            | 戲劇節目女主角獎           | 草山春暉       | 高張秀   | 獲獎 |
| 2012年 | 第47屆金鐘獎            | 戲劇節目女配角獎           | 陪你看天星     | 李吳買   | 提名 |
| 2013年 | 第2屆華劇大賞           | 最佳婆媽獎                 | 就是要你愛上我 | 廖添鳳   | 提名 |
| 2014年 | 第3屆華劇大賞           | 最佳婆媽獎                 | 再說一次我願意 | 李桂雲   | 提名 |
| 2017年 | 第52屆金鐘獎            | 迷你劇集／電視電影女配角獎 | 我的陌生爸爸   | 心梅     | 提名 |
| 2020年 | 第55屆金鐘獎            | 迷你劇集／電視電影女配角獎 | 俗女養成記     | 陳李月英 | 提名 |
| 2021年 | 第43屆金穗獎            | 最佳演員獎                 | 手事業         | 阿音     | 獲獎 |
| 2021年 | 第23屆台北電影獎        | 最佳女主角獎               | 美樂蒂         | 林美蘭   | 提名 |
| 2021年 | 第8屆桃園電影節－台灣獎 | 最佳演員獎                 | 手事業         | 阿音     | 獲獎 |
| 2022年 | 第59屆金馬獎            | 最佳女配角獎               | 一家子兒咕咕叫 | 阿敏     | 提名 |
| 2023年 | 第4屆台灣影評人協會獎   | 最佳女演員獎               | 一家子兒咕咕叫 | 阿敏     | 提名 |
| 2023年 | 第25屆台北電影獎        | 最佳女配角獎               | 一家子兒咕咕叫 | 阿敏     | 獲獎 |
| 2024年 | 第28屆亞洲電視大獎      | 最佳女配角獎               | 早點回家       | 李王玉梅 | 獲獎 |
| 2024年 | 第59屆金鐘獎            | 戲劇節目女主角獎           | 華麗計程車行   | 丁靜惠   | 提名 |

## 外部連結
- 楊麗音的Facebook專頁
- 楊麗音的新浪微博
- 楊麗音在互联网电影资料库（IMDb）上的資料（英文）
- 在AllMovie上楊麗音的頁面（英文）
- 楊麗音在香港影庫上的簡介
- 楊麗音在豆瓣上的资料（简体中文）
- 楊麗音在时光网上的簡介（简体中文）
- 楊麗音在台灣電影網上的資料（繁體中文）